# Oberneumais
Oberneumais ist ein Ortsteil der Stadt Regen im niederbayerischen Landkreis Regen. 

## Lage
Oberneumais liegt in der Regensenke etwa drei Kilometer südwestlich von Regen.

## Geschichte
Oberneumais bildete eine Obmannschaft und bestand 1752 aus sechs Anwesen. 1821 wurden im Gefolge des Gemeindeedikts die Gemeinde Oberneumais aus Teilen der Steuerdistrikte Schlossau, March und Weißenstein gebildet. Als das Patrimonialgericht in Au 1840 aufgelöst wurde und die Untertanen dem Landgericht Regen unterstellt wurden, konnte die gutsherrliche Gemeinde Reinhartsmais, zu der Schlossau gehörte, mit der landgerichtlichen Gemeinde Oberneumais vereinigt werden. Am 30. Mai 1854 verfügte das Staatsministerium des Inneren die Vereinigung der Gemeinden Reinhartsmais und Oberneumais zur politischen Gemeinde Oberneumais. 
Das Gemeindegebiet umfasste 1964 die Ortschaften Oleumhütte, Augrub, Finkenried, Frauenmühle, Kagerhof, Kühhof, Metten, Reinhartsmais, Rohrbach, Schlossau und Oberneumais. Auf 1241 ha Gemeindefläche lebten 505 Einwohner. Die Gemeinde Oberneumais wurde im Zuge der Gebietsreform in Bayern am 1. Januar 1972 in die Kreisstadt Regen eingemeindet. Alle Gemeindeteile gehören seelsorgerisch zur Pfarrei Regen.

## Sehenswürdigkeiten
- Marienkapelle. Sie wurde in den Jahren 1969 bis 1971 erbaut und im Jahr 2000 renoviert.

## Vereine
- Schnupferclub Oberneumais
- Freiwillige Feuerwehr Oberneumais